# Шведски дијалекти
Шведски дијалекти су различити облици шведског језика, посебно они који се знатно разликују од стандардног шведског језика. Највише се разликују у изговору. Говорни језик није јединствен на територији на којој се говори шведски језик. Особа из Умеа звучи другачије од особе из Стокхолма. Временом се говорни језик раслојавао и свака област земље формирала је свој дијалекат или своје наречје, локални јединствени варијетет језика.

## Некад и сад
У прошлости је било доста великих разлика међу дијалектима у шведском језику и постојало је више локалних варијетета. Данас су дијалекти у шведском језику знатно сроднији једни другима, чак је и могуће препознати из које је регији који говорник. Под утицајем писаног и централног варијетета говорног језика те разлике су ублажене. Локална наречја, међутим, нису нестала, већ и даље опстају на многим местима. Стара наречја се чешће срећу на селу него у урбаној средини, користе се више у приватној комуникацији  и углавном их користе старији.

## Регије и дијалекти
Дијалекти у шведском језику могу се поделити у више група, то јест регија. Идући од југа ка северу, ти дијалекти су следећи: јужношведски (шведски: sydsvenska mål), јотамол (шведски: götamål), готландски шведски, свеамол (шведски: sveamål), северношведски и источношведски који се говори у Финској. 
Разлике унутар дијалеката, и између њих и између стандардног језика су велике. Оне се тичу изговора појединачних гласова, реченичне интонације, речника, облика и промене речи и слично.

### Јужношведски дијалекат
Јужношведски се говори у области Сконе, Блекинге, у јужном Халанду и Смоланду. Једна од одлика овог дијалекта, која није изражена код осталих, је дифтонг, односно глас који настаје комбинацијом два вокала или вокала и полувокала у истом слогу. У оквиру јужношведског јавља се задње „р”, иначе карактеристично за дански језик, које се артикулише тако што тако што се задњи део леђа језика подиже ка меком непцу и ресици. У неким деловима јужне Шведске се не користе ретрофлекси због задњег „р”. Такође постоји специфичан изговор гласа „сј”.

### Götamål
Јотамол се говори у југозападној шведској, тачније у северном Халанду, Вестерготланду, северном Смоланду, југозападном Остерготланду, Бохуслену, Далсленду и Вермланду. Код овог дијалекта тон често расте при крају реченице, вокали å и о се изговарају као ö и постоји такозвано „дебело л”, које се гради тако што се врх језика подиже ка тврдом непцу, то јест ка ретрофлексном месту артикулације.

### Готландски шведски дијалекат
Готландски шведски дијалекат говори се на острвима Готланд и Форо. Готландски шведски има посебну језичку мелодију, а такође и доста дифтонга.

### Sveamål
Централношведски (или горњошведски) говори се на Оланду, у југоисточном Смоланду, Остерготланду, Содерманланду, Вестманланду, Упланду, Гестрикланду и јужном Хелсингланду. Карактеристике овог дијалекта су дифтонзи, „дебело л”, варијације у изговору дугог и кратког гласа „у” и варијације у изговору гласа „сј”.

### Северношведски дијалекат
Северношведски дијалекат се говори у северном Хелсингланду, Херједалену, Меделпаду, Јемтланду, Вестерботену, Норботену и у Лапонији. Карактеристике овог дијалекта су „дебело л” и специфичан изговор гласа „сј”.

## Шведски језик у Финској
Осим у Шведској, шведски је званичан језик и у Финској. Шведски као матерњи језик у Финској говори око 300.000 људи. Говорници шведског језика су претежно насељени у три области: Оланду, Естерботену и појасу дуж јужне обале. Изворни дијалекти шведског језика у овим областима варирају. Овде се такође формирао и фински шведски стандардни језик, који је по питању речника и облика речи веома близак централној норми шведског језика, али који се од ње разликује по питању изговора, тонског акцента и интонације реченице.